# 外毛根鞘
外毛根鞘（英語：或），简称外根鞘，是指由毛囊上皮根鞘外层未角化的细胞构成的结构。外毛根鞘内部包裹着内毛根鞘和毛干。